# 14 avril 1981
Le mardi 14 avril 1981 est le 104e jour de l'année 1981.

## Naissances
- Fanny Salmeron, écrivain français
- Fatih Çakıroğlu, lutteur libre turc
- Jacques Houdek, chanteur croate
- Jean-François Aurokiom, athlète français
- Małgorzata Lis, joueuse de volley-ball polonaise
- Nina Reip, homme politique belge
- Olivier Muytjens, pilote de F1 belge
- Raúl Bravo, joueur de football espagnol
- Shinjirō Koizumi, homme politique japonais

## Décès
- Ivan Galamian (né le 23 janvier 1903), musicien américain
- Masataka Takayama (né le 15 mai 1895), photographe japonais
- Sergio Amidei (né le 30 octobre 1904), scénariste italien
- Victor Assis Brasil (né le 28 août 1945), musicien brésilien
- William Henry Vanderbilt III (né le 24 novembre 1901), homme politique américain

## Événements
- Sortie de l'album Faith de The Cure
- Création du parc national de Doi Suthep-Pui